# آرانک
آرانک (به فرانسوی: Aranc) یک کمون در فرانسه با جمعیت ۲۹۷ نفر است که در Canton of Hauteville-Lompnes واقع شده‌است.